# Araeomorpha atmota
Araeomorpha atmota is een vlinder uit de familie van de grasmotten (Crambidae). De wetenschappelijke naam van de soort en van het geslacht Araeomorpha is voor het eerst geldig gepubliceerd in 1908 door de Australische arts en amateur-entomoloog Alfred Jefferis Turner (1861–1947). Het type werd aangetroffen in Brisbane, Queensland in Australië. Het epitheton atmota betekent "rokerig". Araeomorpha is volgens Turner afgeleid van araiomorphos, "slank van vorm".